# Григорян, Валерий Арменакович
Валерий Арменакович Григорян (13 октября 1946, Баку, Азербайджанская ССР) — российский учёный в области разработки и модернизации военной техники и вооружения, доктор технических наук (1999), профессор, член академии РАРАН, учёный секретарь РАРАН, генеральный директор ОАО «НИИстали» (1999—2010), член Российского национального комитета по теоретической и прикладной механике (2011).
Является основоположником научной школы по вопросам расчета и синтеза сложных броневых структур защиты военной техники.

## Биография
Занимался научной и производственной работой в НИИ оборонной промышленности. Руководитель и участник разработки целевых программ по комплексной защите вооружения и военной техники. Автор научных трудов, инженерных работ и изобретений по проблемам динамической защиты вооружения.
Григорян внес значительный вклад в фундаментальные и прикладные исследования в области создания перспективных материалов, технологий и разработке на их основе новых структур и конструкций для комплексной защиты вооружений и военной техники (ВиВТ) и личного состава от различных средств поражения. Результаты разработок, проводимых при его непосредственном участии, внедрены на многих вновь создаваемых и модернизируемых образцах бронетанковой техники (БТТ). Более 25 лет ведет учебно-педагогическую работу: является профессором кафедры СМ-9 МГТУ им. Н.Э. Баумана, осуществляет научное руководство аспирантами, читает специальный курс лекций. Является руководителем Филиала кафедры СМ-9 МГТУ им. Н.Э. Баумана в ОАО «НИИ стали». Имеет более 200 научно-технических трудов, в том числе научных статей, монографий, учебных пособий и патентов. Является членом редакционных коллегий научно-технических журналов. 

### Научные труды
Сергей Алексеевич Гладышев, Валерий Арменакович Григорян. Броневые стали. — Интермет Инжиниринг, 2010. — 334 с. — ISBN 9785895941546.
Григорян В.А. Частные вопросы конечной баллистики. — Москва: Изд-во М МГТУ им. Н.Э. Баумана, 2006. — 591 с. — ISBN 9785703827987.
Защита танков / под ред. В. А. Григоряна. — Москва: Изд-во МГТУ им. Н. Э. Баумана, 2007. — 326 с. — ISBN 9785703830178.

## Награды
- Премия Правительства РФ (1999);
- Премия им. С.И. Мосина;
- Орден «Знак Почета» (1986);
- Орден Почета (2000);[8]
- Премии Российской Федерации имени Маршала Советского Союза Г.К. Жукова[9].